# Remko Pasveer
Remko Jurian Pasveer (Enschede; 8 de noviembre de 1983) es un futbolista neerlandés que juega de portero en el Ajax de Ámsterdam de la Eredivisie de Países Bajos.

## Trayectoria
Se inició en las filas del F. C. Twente, aunque nunca llegó a ser el portero titular.
En el año 2006 fue transferido al Heracles Almelo. Tras dos años en el club, sería cedido por dos temporadas al Go Ahead Eagles de la Eerste Divisie, donde demostró sus cualidades siendo titular, y tras retorno al Heracles Almelo en 2010, formó parte de los once titulares. El 1 de julio de 2014 firmó por el PSV Eindhoven, ejerciendo en esos 3 años en el club un rol secundario, con aproximadamente 32 partidos oficiales en ese periodo. El 5 de julio de 2017 firmó por el Vitesse Arnhem. El 23 de abril de 2021, a unos meses de expirar su contrato con este equipo, el Ajax de Ámsterdam anunció su incorporación por dos años a partir del 1 de julio.

## Selección nacional
Fue internacional con la selección sub-21 de los Países Bajos. Fue parte de los 22 jugadores que conformaron el plantel de la selección campeona en el año 2006 de la Eurocopa Sub-21 disputada en Portugal.
En 2022, dieciséis años después de ese éxito, debutó con la absoluta. Fue el 22 de septiembre en un partido de la Liga de Naciones de la UEFA 2022-23 ante Polonia que ganaron por cero a dos.

### Participaciones en Copas del Mundo
| Copa              | Sede  | Resultado        | Partidos | Goles |
| ----------------- | ----- | ---------------- | -------- | ----- |
| Copa Mundial 2022 | Catar | Cuartos de final | 0        | 0     |

### Participaciones en Eurocopas
| Copa                 | Sede     | Resultado | Partidos | Goles |
| -------------------- | -------- | --------- | -------- | ----- |
| Eurocopa Sub-21 2006 | Portugal | Campeón   | 0        | 0     |

## Estadísticas

### Clubes
Actualizado al último partido disputado el 14 de enero de 2025.
| Club | Div.          | Temporada     | Liga  | Liga  | KNVB Beker | KNVB Beker | Torneos internacionales(1) | Torneos internacionales(1) | Otros(2) | Otros(2) | Total | Total |
| Club | Div.          | Temporada     | Part. | Goles | Part.      | Goles      | Part.                      | Goles                      | Part.    | Goles    | Part. | Goles |
| --- | ------------- | ------------- | ----- | ----- | ---------- | ---------- | -------------------------- | -------------------------- | -------- | -------- | ----- | ----- |
| F. C. Twente · Países Bajos | 1.ª           | 2003-04       | 4     | 0     | 0          | 0          | —                          | —                          | —        | —        | 4     | 0     |
| F. C. Twente · Países Bajos | 1.ª           | 2004-05       | 2     | 0     | 0          | 0          | —                          | —                          | —        | —        | 2     | 0     |
| F. C. Twente · Países Bajos | 1.ª           | 2005-06       | 8     | 0     | 0          | 0          | —                          | —                          | —        | —        | 8     | 0     |
| F. C. Twente · Países Bajos | Total club    | Total club    | 14    | 0     | 0          | 0          | —                          | —                          | —        | —        | 14    | 0     |
| Go Ahead Eagles · Países Bajos | 2.ª           | 2008-09       | 38    | 0     | 1          | 0          | —                          | —                          | —        | —        | 39    | 0     |
| Go Ahead Eagles · Países Bajos | 2.ª           | 2009-10       | 36    | 0     | 5          | 0          | —                          | —                          | 4        | 0        | 45    | 0     |
| Go Ahead Eagles · Países Bajos | Total club    | Total club    | 74    | 0     | 6          | 0          | —                          | —                          | 4        | 0        | 84    | 0     |
| Heracles Almelo · Países Bajos | 1.ª           | 2010-11       | 34    | 0     | 2          | 0          | —                          | —                          | 2        | 0        | 38    | 0     |
| Heracles Almelo · Países Bajos | 1.ª           | 2011-12       | 34    | 0     | 5          | 0          | —                          | —                          | —        | —        | 39    | 0     |
| Heracles Almelo · Países Bajos | 1.ª           | 2012-13       | 33    | 0     | 4          | 0          | —                          | —                          | —        | —        | 37    | 0     |
| Heracles Almelo · Países Bajos | 1.ª           | 2013-14       | 33    | 0     | 3          | 0          | —                          | —                          | —        | —        | 36    | 0     |
| Heracles Almelo · Países Bajos | Total club    | Total club    | 134   | 0     | 14         | 0          | —                          | —                          | 2        | 0        | 150   | 0     |
| P. S. V. Eindhoven · Países Bajos | 1.ª           | 2014-15       | 2     | 0     | 3          | 0          | 3                          | 0                          | —        | —        | 8     | 0     |
| P. S. V. Eindhoven · Países Bajos | 1.ª           | 2015-16       | 0     | 0     | 4          | 0          | 0                          | 0                          | 0        | 0        | 4     | 0     |
| P. S. V. Eindhoven · Países Bajos | 1.ª           | 2016-17       | 3     | 0     | 2          | 0          | 1                          | 0                          | 0        | 0        | 6     | 0     |
| P. S. V. Eindhoven · Países Bajos | Total club    | Total club    | 5     | 0     | 9          | 0          | 4                          | 0                          | 0        | 0        | 18    | 0     |
| Vitesse Arnhem · Países Bajos | 1.ª           | 2017-18       | 26    | 0     | 1          | 0          | 6                          | 0                          | 1        | 0        | 34    | 0     |
| Vitesse Arnhem · Países Bajos | 1.ª           | 2018-19       | 7     | 0     | 2          | 0          | 0                          | 0                          | 4        | 0        | 13    | 0     |
| Vitesse Arnhem · Países Bajos | 1.ª           | 2019-20       | 26    | 0     | 2          | 0          | —                          | —                          | —        | —        | 28    | 0     |
| Vitesse Arnhem · Países Bajos | 1.ª           | 2020-21       | 33    | 0     | 2          | 0          | —                          | —                          | —        | —        | 35    | 0     |
| Vitesse Arnhem · Países Bajos | Total club    | Total club    | 92    | 0     | 7          | 0          | 6                          | 0                          | 5        | 0        | 110   | 0     |
| Ajax de Ámsterdam · Países Bajos | 1.ª           | 2021-22       | 20    | 0     | 1          | 0          | 6                          | 0                          | 1        | 0        | 28    | 0     |
| Ajax de Ámsterdam · Países Bajos | 1.ª           | 2022-23       | 15    | 0     | 1          | 0          | 6                          | 0                          | 0        | 0        | 22    | 0     |
| Ajax de Ámsterdam · Países Bajos | 1.ª           | 2023-24       | 0     | 0     | 0          | 0          | 0                          | 0                          | —        | —        | 0     | 0     |
| Ajax de Ámsterdam · Países Bajos | 1.ª           | 2024-25       | 17    | 0     | 2          | 0          | 12                         | 0                          | —        | —        | 31    | 0     |
| Ajax de Ámsterdam · Países Bajos | Total club    | Total club    | 52    | 0     | 4          | 0          | 24                         | 0                          | 1        | 0        | 81    | 0     |
| Total carrera | Total carrera | Total carrera | 371   | 0     | 40         | 0          | 34                         | 0                          | 15       | 0        | 457   | 0     |
| (1) Incluye datos de la Liga Europa de la UEFA (2014-act.) y Liga de Campeones de la UEFA (2016-act.). (2) Incluye datos de los playoffs de la Eerste Divisie (2010), playoffs de la Eredivisie (2011-19) y Supercopa de los Países Bajos (2018-22). |               |               |       |       |            |            |                            |                            |          |          |       |       |

## Palmarés

### Campeonatos nacionales
| Título                        | Club               | País         | Año  |
| ----------------------------- | ------------------ | ------------ | ---- |
| Eredivisie                    | P. S. V. Eindhoven | Países Bajos | 2015 |
| Supercopa de los Países Bajos | P. S. V. Eindhoven | Países Bajos | 2015 |
| Eredivisie                    | P. S. V. Eindhoven | Países Bajos | 2016 |
| Supercopa de los Países Bajos | P. S. V. Eindhoven | Países Bajos | 2016 |
| Eredivisie                    | Ajax de Ámsterdam  | Países Bajos | 2022 |

### Campeonatos internacionales
| Título          | Club                             | Sede     | Año  |
| --------------- | -------------------------------- | -------- | ---- |
| Eurocopa Sub-21 | Selección de Países Bajos sub-21 | Portugal | 2006 |

### Distinciones individuales
| Distinción                            | Año               |
| ------------------------------------- | ----------------- |
| Futbolista del año del Vitesse Arnhem | 2019-20           |
| Equipo del mes de la Eredivisie       | Noviembre de 2024 |